# フジテレビ湾岸スタジオ
フジテレビ湾岸スタジオ（フジテレビわんがんスタジオ）とは、東京都江東区青海（FCGビル（通称：フジテレビ本社ビル）とテレコムセンターの間）にあるフジテレビジョンが所有するテレビ放送・テレビ番組収録兼用のスタジオである。通称「湾岸スタジオ」。

## 概要
フジテレビジョン本社（FCGビル）から約800m（徒歩で約10分）の江東区青海に、「デジタル・コンテンツ・ファクトリー」を建物コンセプトに据え、開局50周年記念事業の一環として建設されたスタジオである。2007年9月にオープンした。
従来東京都内に分散していた同社系列の番組収録スタジオ（渋谷ビデオスタジオ、フジテレビ砧スタジオ(TMC)（共に閉鎖・退去）等）を統合・集約し、作業効率・費用効率の向上、企画から収録・編集・放送までの一貫したコンテンツ制作体制の構築を目的として建設された。
当初はフジテレビジョンの親会社だったニッポン放送と共同で建設し、ラジオスタジオも設ける予定であった。しかしライブドアによるニッポン放送の敵対的買収事件を契機とした資本関係の見直しで、フジテレビジョンはニッポン放送を完全子会社にした。これに伴い、共建及びラジオスタジオ設置計画も解消され、フジテレビジョン単独での建設に移行された。
設計・施工は鹿島建設。ほかに設計協力者としてサウンズ建築設計事務所（スタジオ）、ランドスケープデザイン（ランドスケープ）が名を連ねた。総工費は約580億円。
地下1階・地上7階建ての建物には、大中8つのスタジオが配され、スタジオ内部はもちろんのこと、控え室やリハーサル室、オフィス、屋上や外構に至るまで撮影に使えるよう工夫を施した。出演者用控え室は68部屋、駐車場には237台の駐車が可能。フジテレビ地上波の番組収録以外にも、BSフジやフジテレビONE、フジテレビTWOの番組収録でも使用されている。また、近年では一部の関西テレビ制作の番組収録でも使用されている。
台場本社と異なり、建物内は一般人の立ち入りが完全に規制されている。

### 名称の由来
「湾岸スタジオ」という名称は、一般公募約1万4300件の中から選ばれた。

名称は、フジテレビが台場のみならず、東京ディズニーリゾート、横浜みなとみらい21と並ぶ、東京湾岸エリアの全国区の知名度を誇っているシンボル的存在となっていることを踏まえ、東京湾岸エリアを横断する首都高速湾岸線から採られた。

## 受賞
- 2009年 第50回BCS賞（建築業協会賞）[5]
- H19年照明普及賞（優秀施設賞）- 照明学会
- 第24回空気調和・衛生工学会賞（振興賞技術振興賞）

## デザイン・構造
大きなボリュームとなるスタジオだが、圧迫感を覚えない周辺と調和したデザインとなっている。
建物は、外周を高さ約30m、長さ約600mに及ぶプリーツ状のガラスカーテンウォールで包み込んだ。これは海風から建物を守る防風スクリーンとして機能する。西側に面した居室にはダブルスキンを採用して、自然換気を可能にした。東面の4層吹き抜けのレストランでは、直径10m、高さ20mの「エアチューブ」とルーバーの組み合わせで自然換気する仕組みも導入した。

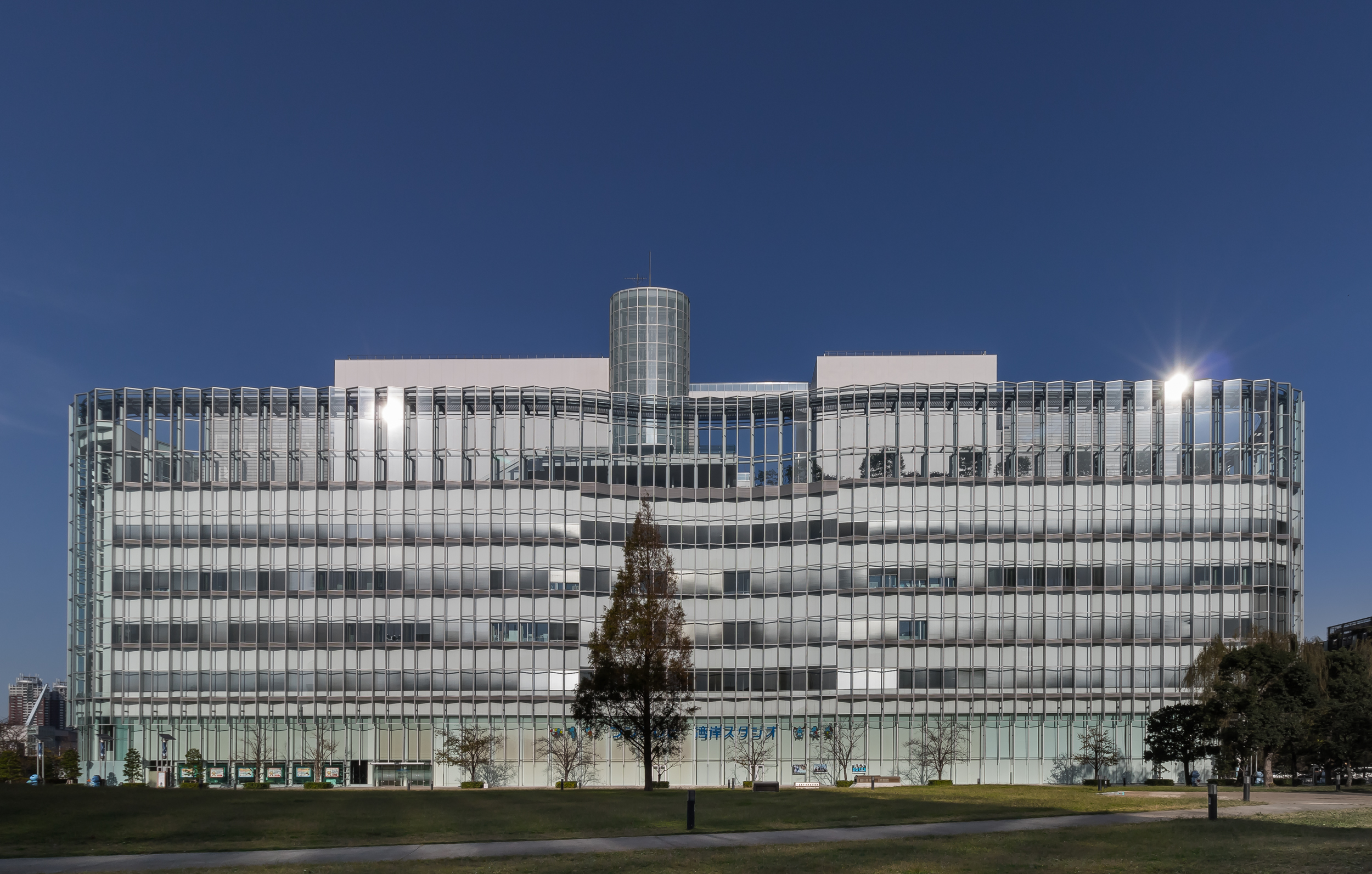
湾岸スタジオ全景

### 省エネ
高さ約4mの風力発電機8基を設置。最上部に太陽光発電システムを取り付け、夜間照明の役割も果たす。また、江東区の緑化基準を満たすため、屋上など敷地内に1万本以上の植樹を施し、従来のスタジオよりもエネルギー消費量を約2割削減して省エネルギー化を図った。これによってCASBEEのSランク評価の認定を受けた。

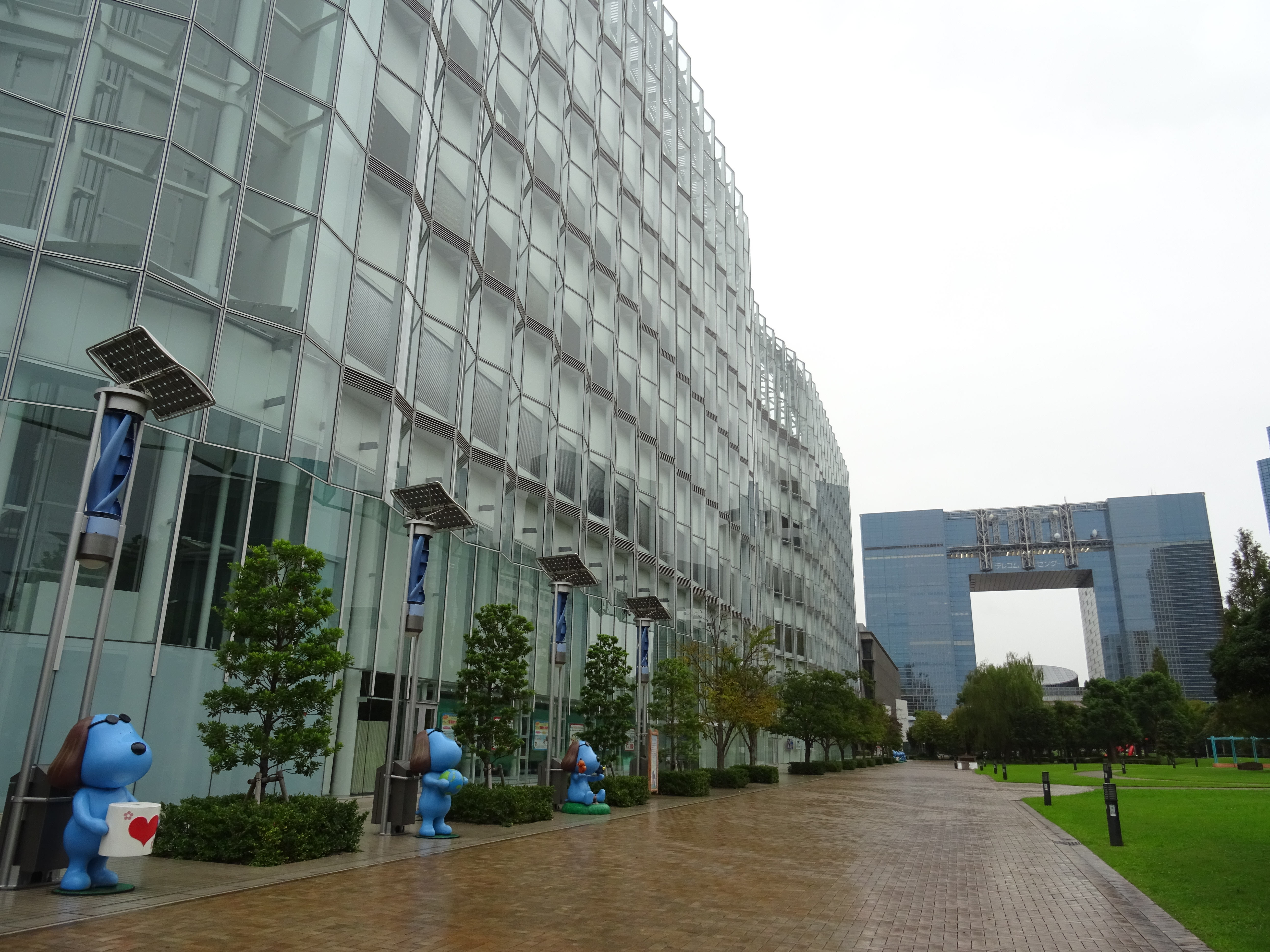
スタジオ前の風力・太陽光発電機

### 屋上
屋上も撮影に使用できるように広場となっており、一部が緑化されている。

2011年より、「TOKYO IDOL FESTIVAL」の会場として屋上にスカイステージが設けられた。

### 診療所
1階に診療所があり、正式名称は「フジテレビ湾岸スタジオビル診療所」となっている。

平日の午後のみだが、広く内科一般の診療を行っており、スタジオ関係者や社員でなくても誰でも受診できる。

### 周辺
都心にありながら周辺には広い緑地も多く、「TOKYO IDOL FESTIVAL」などのイベントスペースとしても利用される。

テレコムセンター駅から台場方面にはシンボルプロムナード公園（ウエストプロムナード）が整備されており、テレコムセンター側には「滝の広場」がある。

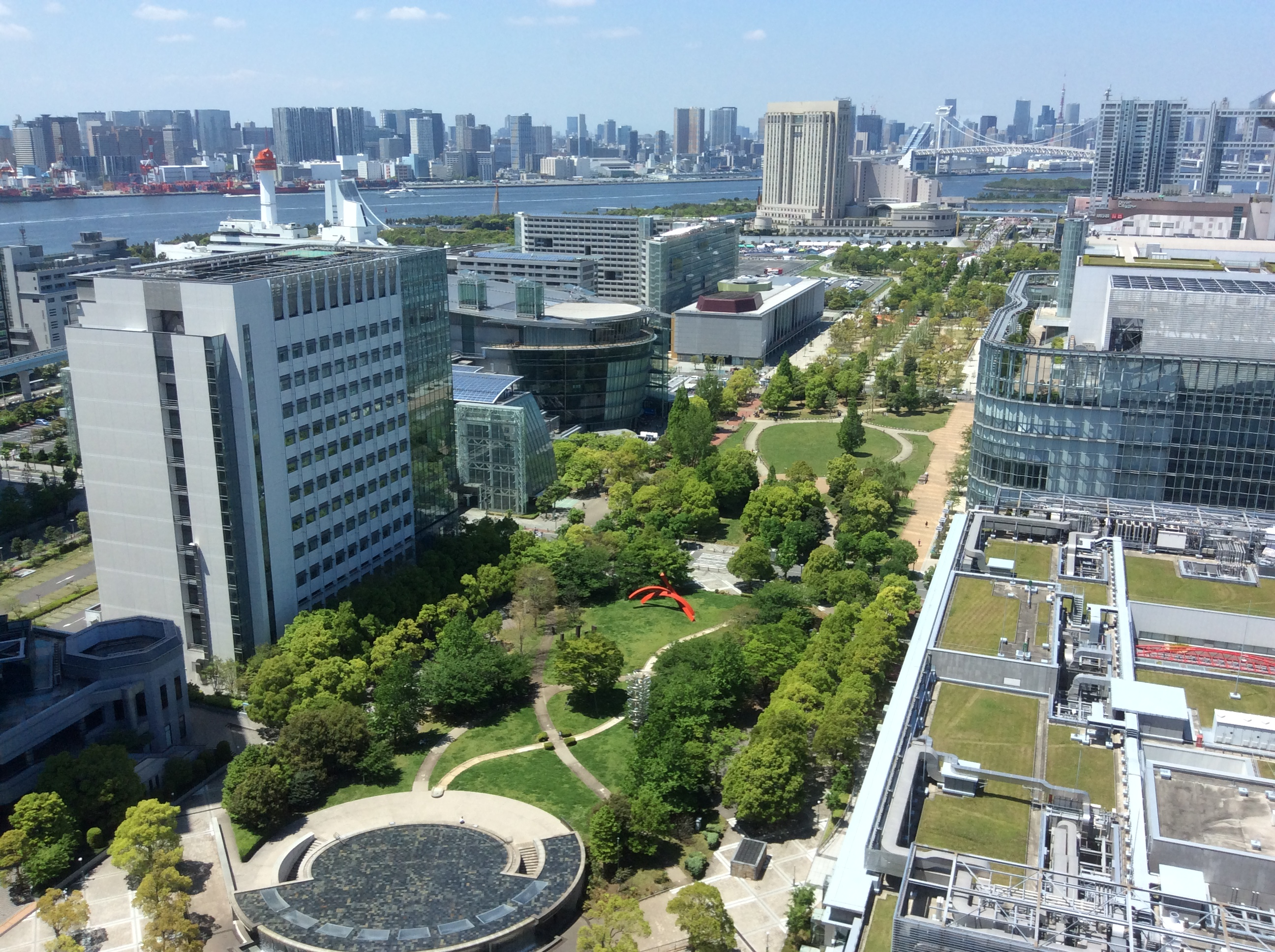
スタジオ前に広がるシンボルプロムナード公園（ウエストプロムナード）

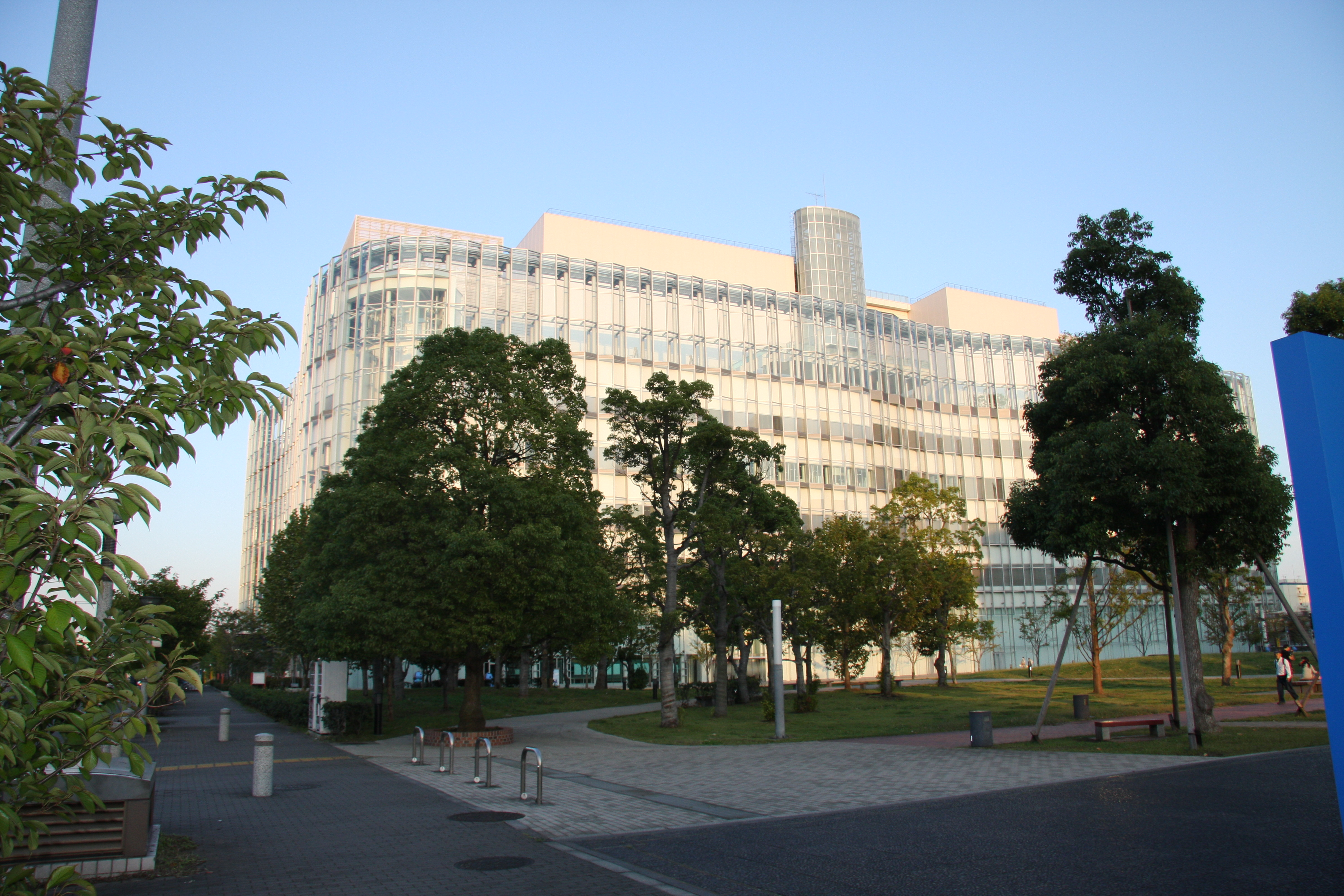
スタジオ前の公園

### スタジオ
スタジオは合計8つあり、300坪以上の大スタジオ4つ、200坪以上の中スタジオ4つで構成されている。
本社ビル（FCGビル）で最大サイズのV4スタジオ（300坪）を上回るスタジオが4つあり、民放最大のD2スタジオ（319坪）を持つ。
建物の中心部に巨大スタジオを田の字型に置き、その外側を取り囲むように美術倉庫を配置。2層に積み重ねた計8つのスタジオは下層4つのスタジオはバラエティ系、上層4つはドラマ系が使用するとした。
使用するスタジオを番組の用途別に分け、大道具の入れ替えが比較的激しいバラエティ・音楽番組と、逆に大道具を立てたままにしておくことの多いドラマの収録エリアを分離することで、効率の良いスタジオ運用を可能としている。
5つの編集室があり、そのうち2室はノンリニアマルチカメラ編集室でスタジオ収録からリアルタイムで最大16面までのデジタイズ処理が可能になっている。また、IMAGICA Lab.の品川プロダクションセンターとの約3.0km間を専用回線で結んでおり、遅延なしのリアルタイムでのポストプロダクション作業をフジテレビ湾岸スタジオと品川で並行して行うことが可能になっている。FCGビルとの間に大容量の双方向光ケーブルが敷設・運用されており、この施設内のスタジオからも生放送が可能である（ただし、生放送を行う場合、本社側の副調整室も開く必要がある）。
全スタジオともデジタルハイビジョン対応。
| スタジオ名 | フロア | 面積  | 主な収録番組 （既に収録実績がある番組） | 放送チャンネル           |
| ---------- | ------ | ----- | --------------------------------------- | ------------------------ |
| M1スタジオ | 1F     | 313坪 | 新しいカギ                              | 地上波                   |
| M1スタジオ | 1F     | 313坪 | 私のバカせまい史                        | 地上波                   |
| M1スタジオ | 1F     | 313坪 | SMAP×SMAP                               | 地上波                   |
| M1スタジオ | 1F     | 313坪 | めちゃ×2イケてるッ!                     | 地上波                   |
| M1スタジオ | 1F     | 313坪 | 1年1組 平成教育学院                     | 地上波                   |
| M1スタジオ | 1F     | 313坪 | AI-TV                                   | 地上波                   |
| M1スタジオ | 1F     | 313坪 | ただ今、コント中。                      | 地上波                   |
| M1スタジオ | 1F     | 313坪 | ドリフに大挑戦スペシャル                | 地上波                   |
| M2スタジオ | 1F     | 313坪 | MUSIC FAIR                              | 地上波                   |
| M2スタジオ | 1F     | 313坪 | VS魂                                    | 地上波                   |
| M2スタジオ | 1F     | 313坪 | 千原ジュニアの座王                      | 地上波（関西テレビ制作） |
| M2スタジオ | 1F     | 313坪 | ドリフに大挑戦スペシャル                | 地上波                   |
| M2スタジオ | 1F     | 313坪 | SMAP×SMAP                               | 地上波                   |
| M2スタジオ | 1F     | 313坪 | 笑う犬2010～新たなる旅～                | 地上波                   |
| M2スタジオ | 1F     | 313坪 | VS嵐                                    | 地上波                   |
| M2スタジオ | 1F     | 313坪 | 東北魂TV                                | BSフジ                   |
| M3スタジオ | 1F     | 201坪 | 全力!脱力タイムズ                       | 地上波                   |
| M3スタジオ | 1F     | 201坪 | 1年1組 平成教育学院                     | 地上波                   |
| M3スタジオ | 1F     | 201坪 | めちゃ×2イケてるッ!                     | 地上波                   |
| M4スタジオ | 1F     | 201坪 | さんまのお笑い向上委員会                | 地上波                   |
| M4スタジオ | 1F     | 201坪 | 潜在能力テスト                          | 地上波                   |
| M4スタジオ | 1F     | 201坪 | ここにタイトルを入力                    | 地上波                   |
| M4スタジオ | 1F     | 201坪 | はねるのトびら                          | 地上波                   |
| D1スタジオ | 6F     | 318坪 |                                         |                          |
| D2スタジオ | 6F     | 319坪 | 絶対零度〜特殊犯罪潜入捜査〜（Season2） | 地上波                   |
| D3スタジオ | 6F     | 204坪 | マルモのおきて                          | 地上波                   |
| D3スタジオ | 6F     | 204坪 | ビブリア古書堂の事件手帖                | 地上波                   |
| D4スタジオ | 6F     | 204坪 | BARレモン・ハート                       | BSフジ                   |
| D4スタジオ | 6F     | 204坪 | 人は見た目が100パーセント               | 地上波                   |

## 一般見学
オープン当初は一般見学が可能であったが2008年4月1日から休止しており、現在は以前に一般見学用施設だった場所を改装し、学校向けの職業体験型学習プログラム『フジテレビのお仕事!めざましテレビを作ろう!!』用の模擬スタジオ・サブ等の施設が設置されている。なお、同プログラムに参加する生徒・学生及び職員はプログラム参加当日の湾岸スタジオの見学及び湾岸スタジオ内関係者用食堂の利用が可能となっている。
※以下は2008年3月31日までの内容である。
| 項目             | 概要 |
| ---------------- | --- |
| 一般見学エリア   | 1階ロビー「湾岸ミュージアム」、1階「イベントコーナー」、屋上庭園「ゆめファーム」 |
| 休館日           | 火曜日 |
| 営業時間         | 10:00 - 18:00（最終入場は17:30） |
| 入館料           | 無料 |
| 湾岸ミュージアム | 湾岸ミュージアムとはフジテレビなどが製作した映画で役者が実際に使用した衣装や小道具などを展示しているコーナー |
| イベントコーナー | イベントコーナーでは今後フジテレビのアナウンサーなどのトークショーや、湾岸スタジオのテーマでもあるエコに関するイベントを開催 |
| ゆめファーム     | ゆめファームは『北の国から2002遺言』で紹介された産業廃棄物で造られた家=拾ってきた家のコンセプトに基づき建てられた夢の小屋である。 なお、この小屋はフジテレビの美術スタッフと北の国からの舞台である富良野市の職人の手により建てられた。 また、小屋の周りには庭園も造られ、様々な植物が育てられている。 |

## 沿革
- 2005年（平成17年）3月 - 着工。
- 2007年（平成19年）
  - 3月 - 竣工。
  - 7月1日 - M4スタジオにて『水10!オリキュン』を皮切りに、『水10!ココリコミラクルタイプ』、『まるまるちびまる子ちゃん』などの番組収録を含め、設備を一部運用開始。
  - 7月29日 - その年の『FNS27時間テレビ』の1コーナー「クイズ!ヘキサゴンII・生放送スペシャル」で初めて生放送での使用を開始し、ヘキサゴンIIの次のコーナーである「笑っていいとも!増刊号・曜日の“なまか”で（生）対決スペシャルスペシャル」もこのスタジオで生放送された。また、施設名が正式決定していなかったため「フジテレビ新スタジオ」として紹介した。
  - 9月14日 - グランドオープン。「フジテレビ湾岸スタジオ」の名称を発表。オープニングセレモニーには株式会社フジテレビジョン会長・日枝久、社長・豊田皓とタレントの上戸彩、『はねるのトびら』メンバーらがテープカットを行った。また式典には政界、財界、官公庁、大使館関係者、金融、マスコミ各社などが招かれた。なお、当日は業界関係者を招いた内覧会も同時に行われ、約2000人が参加した。
  - 10月3日 - 一般見学エリア全館オープン。
- 2008年（平成20年）4月1日 - この日より諸事情により一般見学を休止。
- 2009年（平成21年）7月26日 - 社屋前にお台場特設サーキットを設定して三輪車レースを開催。
- 2018年（平成30年）8月4日 - 正面玄関に乗用車が衝突し、出入口の自動ドアが壊された[9]。警視庁東京湾岸警察署は、運転していた男を建造物損壊の現行犯で逮捕した[9]。男は被疑事実を認めた上で、「故意に突っ込んだ」と供述した[9]。

## 湾岸スタジオで収録される主な番組

### 現在放送中のドラマ

#### レギュラー番組
- フジテレビ月曜9時枠の連続ドラマ
- フジテレビ水曜10時枠の連続ドラマ
- 木曜劇場

#### スペシャル番組
- 世にも奇妙な物語

### 現在放送中の音楽番組

#### レギュラー番組
- MUSIC FAIR
- love music
- 霜降り明星のゴールデン☆80'S

#### スペシャル番組
- FNS歌謡祭
- HEY!HEY!NEO

### 現在放送中のバラエティ番組

#### レギュラー番組
- ネプリーグ
- ホンマでっか!?TV
- キスマイBUSAIKU!?
- 全力!脱力タイムズ
- さんまのお笑い向上委員会
- いただきハイジャンプ
- 今夜はナゾトレ
- ネタパレ
- 林修のニッポンドリル
- 新しいカギ
- 千鳥の鬼レンチャン
- 呼び出し先生タナカ
- 有吉ベース

#### スペシャル番組
- FNS27時間テレビ（一部のコーナーで使用。基本は「FCGビル」を使用）
- 土曜プレミアム
  - ものまね王座決定戦（開始当初は「河田町旧本社」を使用。復活第1・2弾は「FCGビル」を使用）
  - 爆笑そっくりものまね紅白歌合戦スペシャル（開始当初は「FCGビル」を使用）
  - 人志松本のすべらない話
  - IPPONグランプリ（回によっては「FCGビル」を使用）
  - ENGEIグランドスラム（回によっては「FCGビル」を使用）
  - ザ・細かすぎて伝わらないモノマネ （回によっては「FCGビル」を使用）
  - ただ今、コント中。
- 超逆境クイズバトル!! 99人の壁 （回によっては「FCGビル」を使用）

### 放送終了及び過去に収録された番組

#### バラエティ
- とんねるずのみなさんのおかげでした（一部のコーナーで使用）
- めちゃ2イケてるッ!
- トリビアの泉 〜素晴らしきムダ知識〜
- 爆笑レッドカーペット
- 世界行ってみたらホントはこんなトコだった!?
- 人志松本の○○な話
- 1年1組 平成教育学院
- たけしのコマ大数学科
- キカナイト
- ヨルタモリ
- 日本全国ご自慢列島 ジマング
- クイズ!それマジ!?ニッポン
- ザワつく!?ウィークエンドTV ニュースな晩餐会
- オモクリ監督 〜O-Creator's TV show〜
- 大人のKISS英語
- オサレもん
- ※AKB調べ
- してみるテレビ!教訓のススメ
- バナナマンの決断は金曜日!
- 超潜入!リアルスコープHYPER
  - 〜あらゆる世界を見学せよ〜 潜入!リアルスコープ
  - リアルスコープZ
- ミレニアムズ
- メントレG
- ジャンプ!○○中
- あっぱれ!!さんま新教授
- 全国一斉!日本人テスト
- 一攫千金!日本ルー列島 - 隔週日曜日収録（『HEY!HEY!HEY!』と同じ曜日だった）
- 芸能人こだわり王講座 イケタク
- エチカの鏡〜ココロにキクTV〜
- ホンネの殿堂!!紳助にはわかるまいっ - 隔週日曜日収録（『HEY!HEY!HEY!』と同じ曜日だった）
- 金曜日のキセキ
- 5LDK
- はねるのトびら
- 世界は言葉でできている
- ほこ×たて
- 百識王
- 人生の正解TV〜これがテッパン!〜
- 爆笑 大日本アカン警察
- 全力教室
- 僕らの音楽
- 新堂本兄弟
- クイズ30〜団結せよ!〜
- ワンダフルライフ
- 恋愛総選挙
- SMAP×SMAP
- そんなバカなマン
- 優しい人なら解ける クイズやさしいね
- スポーツジャングル
- VS嵐
- 東北魂TV
- アウト×デラックス
- 痛快TV スカッとジャパン
- 関ジャニ∞クロニクル
- もしもツアーズ
- あしたの内村!!
- 潜在能力テスト
- TOKIOカケル
- VS魂グラデーション
- イタズラジャーニー

##### スペシャル番組
- 新春かくし芸大会（2008年 - 2010年）
- 歌がうまい王座決定戦スペシャル（開始当初は「FCGビル」を使用）
- B.C.ビューティー・コロシアム
- 脳内エステ IQサプリ
- とんねるずが生放送!音楽番組全部見せます!!-名曲で元気になろう-
- 1000万円シリーズスペシャルマッチ 那須川天心vs亀田興毅（AbemaTV）[10]
- 中居正広のこうして私はやっちゃいました! 神センス☆塩センス!
- ハンゲキ
- 逃走中 大みそかSP

#### ドラマ

##### 月9
- ガリレオ
- 薔薇のない花屋
- CHANGE
- 太陽と海の教室
- イノセント・ラヴ
- ヴォイス〜命なき者の声〜
- 婚カツ!
- ブザー・ビート〜崖っぷちのヒーロー〜
- 東京DOGS
- コード・ブルー -ドクターヘリ緊急救命- 2nd season
- 夏の恋は虹色に輝く
- 流れ星
- 大切なことはすべて君が教えてくれた
- 幸せになろうよ
- 全開ガール
- 私が恋愛できない理由
- ラッキーセブン
- 鍵のかかった部屋
- リッチマン、プアウーマン
- PRICELESS
あるわけねぇだろ、んなもん!
- ビブリア古書堂の事件手帖
- ガリレオ（第2シリーズ）
- SUMMER NUDE
- 海の上の診療所
- 失恋ショコラティエ
- 極悪がんぼ
- HERO(第2期)
- 信長協奏曲
- デート〜恋とはどんなものかしら〜
- ようこそ、わが家へ
- 恋仲
- 5→9〜私に恋したお坊さん〜
- いつかこの恋を思い出してきっと泣いてしまう
- ラヴソング
- 好きな人がいること
- カインとアベル
- 突然ですが、明日結婚します
- 貴族探偵
- コード・ブルー -ドクターヘリ緊急救命-  3rd season
- 民衆の敵〜世の中、おかしくないですか!?〜
- 海月姫
- コンフィデンスマンJP
- 絶対零度〜未然犯罪潜入捜査〜（Season3）
- SUITS/スーツ（Season1）
- トレース〜科捜研の男〜
- ラジエーションハウス〜放射線科の診断レポート〜
- 監察医 朝顔（第1シリーズ）
- シャーロック
- 絶対零度〜未然犯罪潜入捜査〜（Season4）
- SUITS/スーツ（Season2）
- 監察医 朝顔（第2シリーズ）
- イチケイのカラス
- ナイト・ドクター
- ラジエーションハウスII～放射線科の診断レポート～
- ミステリと言う勿れ
- 元彼の遺言状
- 競争の番人

##### 火9（2015年3月まで）
- 暴れん坊ママ
- ハチミツとクローバー
- 絶対彼氏〜完全無欠の恋人ロボット〜
- シバトラ〜童顔刑事・柴田竹虎〜
- セレブと貧乏太郎
- メイちゃんの執事
- アタシんちの男子
- LIAR GAME Season2
- 泣かないと決めた日
- 絶対零度〜未解決事件特命捜査〜
- ジョーカー 許されざる捜査官
- フリーター、家を買う。
- CONTROL〜犯罪心理捜査〜
- 名前をなくした女神
- 絶対零度 〜特殊犯罪潜入捜査〜
- 謎解きはディナーのあとで
- ストロベリーナイト
- リーガル・ハイ
- 息もできない夏
- 遅咲きのヒマワリ〜ボクの人生、リニューアル〜
- ラストホープ
- 鴨、京都へ行く。-老舗旅館の女将日記-
- 救命病棟24時（第5シリーズ）
- ミス・パイロット
- 福家警部補の挨拶
- ビター・ブラッド〜最悪で最強の親子刑事〜
- あすなろ三三七拍子
- すべてがFになる
- ゴーストライター

##### 水10（2013年4月から)
- 家族ゲーム
- ショムニ2013（第4シリーズ）
- リーガルハイ（第2シリーズ）
- 僕のいた時間
- SMOKING GUN〜決定的証拠〜
- 若者たち2014
- ファーストクラス
- 残念な夫。
- 心がポキッとね
- リスクの神様
- 無痛〜診える眼〜
- フラジャイル
- ナンバMG5
- テッパチ!

##### 木曜劇場
- 医龍2-Team Medical Dragon-
- 鹿男あをによし
- ラスト・フレンズ
- コード・ブルー -ドクターヘリ緊急救命-
- 風のガーデン
- ありふれた奇跡
- BOSS
- 任侠ヘルパー
- 不毛地帯
- 素直になれなくて
- GOLD
- 医龍3-Team Medical Dragon-
- 外交官 黒田康作
- BOSS第2シリーズ
- それでも、生きてゆく
- 蜜の味〜A Taste Of Honey〜
- 最後から二番目の恋
- カエルの王女さま
- 東野圭吾ミステリーズ
- 結婚しない
- 最高の離婚
- ラスト♡シンデレラ
- 独身貴族
- 医龍-Team Medical Dragon- 4
- 続・最後から二番目の恋
- 昼顔〜平日午後3時の恋人たち〜
- ディア・シスター
- 問題のあるレストラン
- 医師たちの恋愛事情
- 探偵の探偵
- オトナ女子
- ナオミとカナコ
- 早子先生、結婚するって本当ですか?
- 営業部長 吉良奈津子
- Chef〜三ツ星の給食〜
- 嫌われる勇気
- 人は見た目が100パーセント
- セシルのもくろみ
- 刑事ゆがみ
- 隣の家族は青く見える
- モンテ・クリスト伯 -華麗なる復讐-
- グッド・ドクター
- 黄昏流星群
- スキャンダル専門弁護士 QUEEN
- ストロベリーナイト・サーガ
- ルパンの娘（第1シリーズ）
- モトカレマニア
- アライブ がん専門医のカルテ
- アンサング・シンデレラ 病院薬剤師の処方箋
- ルパンの娘（第2シリーズ）
- 知ってるワイフ
- レンアイ漫画家
- 推しの王子様
- SUPER RICH
- ゴシップ#彼女が知りたい本当の〇〇
- やんごとなき一族
- 純愛ディソナンス

##### 金曜ドラマ（2014年3月まで）
- 家族の裏事情
- 天誅〜闇の仕置人〜

##### 土曜ドラマ（2009年9月まで）
- SP 警視庁警備部警護課第四係
- ロス:タイム:ライフ
- ハチワンダイバー
- Room Of King
- 赤い糸
- 魔女裁判
- オトメン（乙男）

##### 土ドラ

###### 2014年9月まで
- 未来日記-ANOTHER:WORLD-
- 主に泣いてます
- 高校入試
- カラマーゾフの兄弟
- 間違われちゃった男
- 山田くんと7人の魔女
- ハニー・トラップ
- ロストデイズ
- ファースト・クラス
- 水球ヤンキース（2014年9月13日放送では倉庫に見立てて搬入口付近が撮影に使用されていた）

###### 2015年4月から
- She
- 妄想彼女
- ラーメン大好き小泉さん
- ブスと野獣
- テディ・ゴー!
- トランジットガールズ
- 傘をもたない蟻たちは

##### ドラマチック・サンデー（2013年3月まで）
- パーフェクト・リポート
- スクール!!
- マルモのおきて
- 花ざかりの君たちへ〜イケメン☆パラダイス〜2011
- 僕とスターの99日
- 早海さんと呼ばれる日
- 家族のうた
- ビューティフルレイン
- TOKYOエアポート〜東京空港管制保安部〜
- dinner

##### 日9（2016年4月から）
- OUR HOUSE
- HOPE〜期待ゼロの新入社員〜
- キャリア〜掟破りの警察署長〜
- 大貧乏
- 櫻子さんの足下には死体が埋まっている
- 警視庁いきもの係

## 交通アクセス
- ゆりかもめ「テレコムセンター駅」より徒歩約5分。
- 東京臨海高速鉄道りんかい線「東京テレポート駅」より徒歩約10分。